# El bucaner
 El bucaner (original: The Buccaneer) és una pel·lícula d'aventures estatunidenca dirigida per Anthony Quinn el 1958, i doblada al català
Cecil B. DeMille va haver de fer-se càrrec d'aquesta nova versió de The Buccaneer, la pel·lícula de 1938, però va caure malalt. Així que se li va encomanar la direcció a Anthony Quinn (Quinn llavors estava casat amb Katherine DeMille) mentre que com a productor va triar al seu vell amic Henry Wilcoxon, actor en moltes de les seves pel·lícules. DeMille va supervisar el treball de tots dos, i va aparèixer en la pel·lícula en una presentació pròleg. Douglass Dumbrille va aparèixer en ambdues versions: en la primera pel·lícula, en el paper del governador William Claiborne, en la segona, com a funcionari del port.

## Argument
Situada el 1812 a Nova Orleans, on s'enfronten els britànics i els nord-americans durant la guerra. El general Andrew Jackson troba ajuda en la flota reunida pel pirata francès Jean Lafitte, que enamorat de la filla del governador l'obligarà a prendre partit. Lafitte ajuda a derrotar els anglesos al mar, a canvi de la llibertat per ell mateix i seus homes. Però també havia abordat un vaixell americà: Jackson encara manté la seva promesa i no arresta el pirata, que pot marxar, sol i amb el seu vaixell.

## Repartiment
- Yul Brynner: Jean Lafitte
- Charlton Heston: El general Andrew Jackson
- Claire Bloom: Bonnie Brown
- Charles Boyer: Dominique You
- Inger Stevens: Annette Claiborne
- Henry Hull: Ezra Peavey
- E.G. Marshall: El governador William Claiborne
- Lorne Greene: Mercier
- Ted de Corsia: El capità Rumbo
- Douglass Dumbrille: El recaptador del port
- Friedrich von Ledebur: El capità Bart
- Kathleen Freeman: Tina
- Mike Mazurki: Tarsus
- Robert Warwick: El capità Lockyer
- Woody Strode: Sorro
- Robert F. Simon: El Capità Brown
- George Mathews: Pyke
- Leslie Bradley: Capità McWilliams
- Bruce Gordon: Gramby
- Barry Kelley: Comodor Patterson
- Jerry Hartleben: El petit Miggs
- Onslow Stevens: Phipps, Inspector de duanes
- Harry Shannon: Jim Carithers, Capità del Corintian
- Charles Meredith: Senador

## Nominacions
- Oscar al millor vestuari